# Clupisoma bastari
Clupisoma bastari är en fiskart som beskrevs av T.K. Datta och Karmakar, 1980. Clupisoma bastari ingår i släktet Clupisoma och familjen Schilbeidae. IUCN kategoriserar arten globalt som otillräckligt studerad. Inga underarter finns listade i Catalogue of Life.